# 伊藤未希
伊藤 未希（いとう みき、1990年1月9日 - ）は、日本の女優。東京都出身。ニチエンプロダクション所属、血液型はB型。
日本テレビタレントセンターを経て、2000年、ミュージカル『アニー』でデビュー。そこでの演技が山田洋次監督の目に留まり、大作『たそがれ清兵衛』に抜擢された。
高校ではチアリーディング部に所属。日本大学芸術学部出身。

## 出演

### 映画
- たそがれ清兵衛（2002年） - 井口萱野 役

### テレビドラマ
- 蝉しぐれ（2003年、NHK） - ふく 役
- 特捜刑事・遠山怜子（2003年、テレビ東京） - 遠山結 役
- マイ☆ボス マイ☆ヒーロー（2006年、日本テレビ） - 仁科寛子 役
- 捜査検事・近松茂道7（2007年、テレビ東京） - 少女期の池内加奈子 役
- 探偵学園Q 第1話（2007年、日本テレビ） - 大森恭子 役
- 太陽と海の教室（2008年、フジテレビ） - 稲村淳 役
- 水戸黄門第41部 第14話「悪事をあばく今昔の恋・宮崎」（2009年、TBS） - 千鶴 役

### バラエティ番組
- 世界まる見え!テレビ特捜部（日本テレビ） - リポーター